# Оджаці (община)

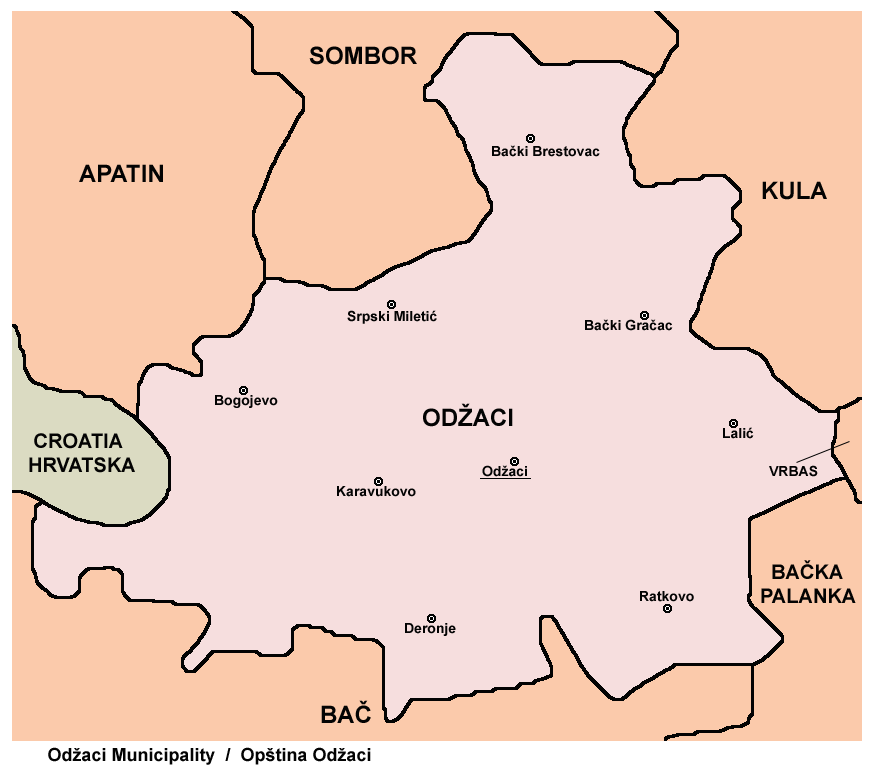

Общи́на Оджаці (серб. Општина Оџаци) — община в Сербії, в складі Західно-Бацького округу автономного краю Воєводина. Адміністративний центр — містечко Оджаці.

## Населення
Згідно з даними перепису 2002 року в общині проживало 30 870 особи, з них:
- серби — 82,84%
- угорці — 4,41%
- словаки — 2,81%
- роми — 2,35%

Решту жителів  — зо два десятка різних етносів, зокрема: чорногорці, югослави, бунєвці, німці і навіть зо дві сотні русинів-українців.
| Рік  | Населення, люд. |
| ---- | --------------- |
| 1991 | 38 186          |
| 2001 | 35 826          |
| 2002 | 35 439          |
| 2003 | 34 922          |
| 2004 | 34 366          |
| 2005 | 33 795          |
| 2006 | 33 173          |
| 2007 | 32 490          |

## Населені пункти
Община утворена з 5 населених пунктів (1 місто, 2 містечка та 2 села):
| № | Населений пункт    | Площа, км² | Населення, осіб (2002, перепис) |
| - | ------------------ | ---------- | ------------------------------- |
| 1 | Оджаці             | 49,3       | 9940                            |
| 2 | Бацький Брестоваць | 56,0       | 3469                            |
| 3 | Бацький Грачаць    | 30,6       | 2913                            |
| 4 | Богоєво            | 38,3       | 2120                            |
| 5 | Дероньє            | 54,2       | 2847                            |
| 2 | Каравуково         | 60,5       | 4991                            |
| 3 | Лалич              | 35,6       | 1646                            |
| 4 | Ратково            | 51,6       | 4118                            |
| 5 | Сербський Мілетич  | 37,7       | 3538                            |